# 칼레도니아
칼레도니아(Caledonia)는 로마 제국에서 스코틀랜드 고지 중부, 서부의 삼림 지대를 가리키던 라틴어 명칭이다. 로마의 브리타니아 정복 이후 이 지역은 안토니누스 방벽을 통해 물리적으로 분리되었고 로마령 브리타니아의 행정에서 벗어나 있었다. 당시 칼레도니아인(Caledonii)이라 하는 브리튼족 원주민이 살았다고 하며 여기서 지명이 유래하였다. 현대에는 스코틀랜드를 가리키는 문학적인 표현으로 사용되고 있다.

## 같이 보기
- 브리타니아
- 히베르니아
- 하드리아누스 방벽
- 안토니누스 방벽